# Награди „Оскар“ (78-а церемония)
Седемдесет и осмата церемония по връчване на филмовите награди „Оскар“ се провежда на 5 март 2006 г. в Кодак Тиътър в американския град Лос Анджелис. На нея се връчват призове за най-добри постижения във филмовото изкуство за предходната 2005 година. Номинациите са обявени на 31 януари 2006 г.
Церемонията е насрочена една седмица по-късно от обикновено, за да се избегне сблъсък със Зимните олимпийски игри през 2006 г. Актьорът Джон Стюарт e водещ на церемонията за първи път.
„Сблъсъци“ печели три награди, включително за най-добър филм. Други победители включват „Планината Броукбек“, „Кинг Конг“ и „Мемоарите на една гейша“ с три награди и „Капоти“, „Хрониките на Нарния: Лъвът, Вещицата и дрешникът“, „Вечният градинар“, „Ритъм и блъф“, „Походът на императорите“, „Сириана“, „Цоци“, „Да преминеш границата“ и „Уолъс и Громит: Проклятието на заека“ с една. Телевизионното предаване на церемонията събира близо 39 милиона зрители само в САЩ.

## Номинации и награди
| Най-добър филм | Най-добър режисьор |
| --- | --- |
| - Сблъсъци - Планината Броукбек - Капоти - Лека нощ и късмет - Мюнхен | - Анг Лий – Планината Броукбек - Пол Хагис – Сблъсъци - Бенет Милър – Капоти - Джордж Клуни – Лека нощ и късмет - Стивън Спилбърг – Мюнхен                                                      |
| Най-добра мъжка роля | Най-добра женска роля |
| - Филип Сиймур Хофман – Капоти - Терънс Хауърд – Ритъм и блъф - Хийт Леджър – Планината Броукбек - Хоакин Финикс – Да преминеш границата - Дейвид Стратеърн – Лека нощ и късмет | - Рийз Уидърспуун – Да преминеш границата - Джуди Денч – Госпожа Хендерсън представя - Фелисити Хъфман – Трансамерика - Кийра Найтли – Гордост и предразсъдъци - Чарлийз Терон – Северна страна |
| Най-добра поддържаща мъжка роля | Най-добра поддържаща женска роля |
| - Джордж Клуни – Сириана - Мат Дилън – Сблъсъци - Пол Джиамати – Късметлията - Джейк Гиленхаал – Планината Броукбек - Уилям Хърт – Тъмно минало                                 | - Рейчъл Вайс – Вечният градинар - Ейми Адамс – Джунбъг - Катрин Кийнър – Капоти - Франсис Макдорманд – Северна страна - Мишел Уилямс – Планината Броукбек                                      |
| Най-добър оригинален сценарий | Най-добър адаптиран сценарий |
| - Сблъсъци – Пол Хагис и Робърт Мореско - Лека нощ и късмет – Джордж Клуни и Грант Хеслов - Мач пойнт – Уди Алън - Китът и сепията – Ноа Баумбах - Сириана – Стивън Гаган       | - Планината Броукбек – Лари Макмъртри и Даяна Осана - Капоти – Дан Фътърман - Вечният градинар – Джефри Кейн - Тъмно минало – Джош Олсон - Мюнхен – Тони Къшнър и Ерик Рот                      |
| Най-добра анимация | Най-добър чуждоезичен филм |
| - Уолъс и Громит: Проклятието на заека - Подвижният замък на Хоул - Булката труп                                                                                                | - Цоци (ЮАР) - Don't Tell (Италия) - Весела Коледа (Франция) - Paradise Now (Палестина) - Sophie Scholl – The Final Days (Германия)                                                             |

## Филми с множество номинации и награди
| Заглавие на български                            | Оригинално заглавие                                            | Номинации | Награди |
| ------------------------------------------------ | -------------------------------------------------------------- | --------- | ------- |
| Планината Броукбек                               | Brokeback Mountain                                             | 8         | 3       |
| Сблъсъци                                         | Crash                                                          | 6         | 3       |
| Лека нощ и късмет                                | Good Night, and Good Luck                                      | 6         |         |
| Мемоарите на една гейша                          | Memoirs of a Geisha                                            | 6         | 3       |
| Капоти                                           | Capote                                                         | 5         | 1       |
| Мюнхен                                           | Munich                                                         | 5         |         |
| Да преминеш границата                            | Walk the Line                                                  | 5         | 1       |
| Кинг Конг                                        | King Kong                                                      | 4         | 3       |
| Гордост и предразсъдъци                          | Pride & Prejudice                                              | 4         |         |
| Вечният градинар                                 | The Constant Gardener                                          | 4         | 1       |
| Късметлията                                      | Cinderella Man                                                 | 3         |         |
| Хрониките на Нарния: Лъвът, Вещицата и дрешникът | The Chronicles of Narnia: The Lion, the Witch and the Wardrobe | 3         | 1       |
| Война на световете                               | War of the Worlds                                              | 3         |         |
| Тъмно минало                                     | A History of Violence                                          | 2         |         |
| Ритъм и блъф                                     | Hustle & Flow                                                  | 2         | 1       |
| Госпожа Хендерсън представя                      | Mrs Henderson Presents                                         | 2         |         |
| Северна страна                                   | North Country                                                  | 2         |         |
| Сириана                                          | Syriana                                                        | 2         | 1       |
| Трансамерика                                     | Transamerica                                                   | 2         |         |